# Kinderbetreuungskosten
Kinderbetreuungskosten sind nach deutschem 
Einkommensteuerrecht Aufwendungen für die behütende und beaufsichtigende, persönliche Betreuung von Kindern durch Dienstleister, die in beschränktem Umfang steuermindernd geltend gemacht werden können. Die Begünstigung gehört zu den Kinderadditiven und ist Teil des Familienleistungsausgleichs. Aufwand für Kinderbetreuung wird zusätzlich mit dem Freibetrag für Betreuungs-, Erziehungs- und Ausbildungsaufwand pauschal von der Einkommensteuer entlastet.

## Regelung ab 2012
Ein Abzug von Kinderbetreuungskosten ist gemäß § 10 Abs. 1 Nr. 5 EStG für haushaltszugehörige Kinder bis zur Vollendung des 14. Lebensjahres zu 80 %, jedoch höchstens 4.800 € je Kind und Jahr, als Sonderausgaben möglich. Für Kinder, die wegen einer Behinderung außerstande sind, sich selbst zu unterhalten, gilt keine Altersgrenze. 
Bis 2024 waren zwei Drittel der Aufwendungen absetzbar. Der Höchstbetrag betrug 4.000 Euro.
Die bis 2011 geltende Unterscheidung zwischen erwerbsbedingten und nicht erwerbsbedingten Kinderbetreuungskosten ist entfallen (Vereinfachung, Bürokratieabbau).

### Abzugsfähige Kosten
Abziehbar sind die Gebühren für die außerhäusliche Betreuung in Kinderkrippen, Kindergärten, Kinderhorten und vergleichbaren Einrichtungen (aber ohne Spiel-, Essens- und Getränkegeld), die Kosten für Tagespflegepersonen und Hausaufgabenbetreuung, auch wenn die Dienstleistungen innerhäuslich erbracht werden. Kosten für Au-Pairs sind ebenfalls abzugsfähig, eventuell gekürzt um einen Anteil für normale Hausarbeit. Nicht begünstigt sind Aufwendungen für Unterricht, den Erwerb von Fähigkeiten (wie zum Beispiel Musikunterricht oder ein Sprachkurs) oder für Freizeitaktivitäten.
Voraussetzung für den Kostenabzug ist, dass eine Rechnung ausgestellt wurde bzw. ein schriftlicher Vertrag und die Zahlung auf das Bankkonto des Leistungserbringers erfolgt. Barzahlung ist nicht begünstigt.

### Arbeitgeberzuschuss
Gewährt der Arbeitgeber dem Arbeitnehmer zusätzlich zum ohnehin geschuldeten Arbeitslohn Zuschüsse zu dessen Kinderbetreuungskosten und handelt es sich um eine Außer-Haus-Betreuung in einer Kindertagesstätte oder einer vergleichbaren Einrichtung sowie um noch nicht schulpflichtige Kinder (sog. Kindergartenzuschuss), sind die Zuschüsse für den Arbeitnehmer steuer- und sozialversicherungsfrei (§ 3 Nr. 33 EStG). Mit Wirkung zum 1. Januar 2015 ist zusätzlich auch ein Arbeitgeberzuschuss für eine kurzzeitige „Notfallbetreuung“, soweit sie aus zwingenden und beruflich veranlassten Gründen notwendig ist, bis zu 600 Euro pro Kalenderjahr steuerfrei (§ 3 Nr. 34a EStG).
Der Arbeitgeberzuschuss mindert die Beträge, die der Arbeitnehmer als Sonderausgabe ansetzen kann.

## Regelung 2006 bis 2011
Von den Betreuungsaufwendungen für ein zum Haushalt des Steuerpflichtigen gehörendes Kind konnten zwei Drittel, jedoch höchstens 4.000 Euro je Kind (§ 9c EStG a.F.),
- als erwerbsbedingt von den Einkünften aus Land- und Forstwirtschaft, Einkünften aus Gewerbebetrieb oder Einkünften aus selbständiger Arbeit wie Betriebsausgaben und von den Einkünften aus nichtselbständiger Arbeit wie Werbungskosten abgezogen werden, wenn die Aufwendungen wegen einer Erwerbstätigkeit des Steuerpflichtigen anfielen und das Kind das 14. Lebensjahr noch nicht vollendet hatte oder wegen einer vor Vollendung des 25. Lebensjahres eingetretenen körperlichen, geistigen oder seelischen Behinderung außerstande war, sich selbst zu unterhalten. Bei zusammenlebenden Eltern mussten beide erwerbstätig sein.
- als nicht erwerbsbedingt als Sonderausgaben abgezogen werden, wenn das Kind das 14. Lebensjahr noch nicht vollendet hatte oder wegen einer vor Vollendung des 25. Lebensjahres eingetretenen Behinderung außerstande war, sich selbst zu unterhalten und der Steuerpflichtige sich in Ausbildung befand, behindert oder krank war (Krankheit länger als drei Monate). Bei zusammenlebenden Eltern galt das nur dann, wenn entweder bei beiden Elternteilen diese Voraussetzungen vorlagen oder bei einem Elternteil und der andere erwerbstätig war.
- als nicht erwerbsbedingt als Sonderausgaben abgezogen werden, wenn bei zusammenlebenden Eltern nur ein Elternteil erwerbstätig war oder beide nicht erwerbstätig waren und das Kind das 3. Lebensjahr, aber noch nicht das 6. Lebensjahr vollendet hatte (also ein 3, 4 oder 5 Jahre altes Kindergartenkind).

Begünstigt war inner- und außerhäusliche Betreuung, nicht jedoch Unterricht, Erwerb von Fähigkeiten (zum Beispiel Computerkurse), Freizeitaktivitäten und Verpflegung. Es musste eine Rechnung ausgestellt werden und die Zahlung auf das Bankkonto des Leistungserbringers erfolgen.
Kinderbetreuungskosten waren vorrangig wie Betriebsausgaben oder Werbungskosten zu berücksichtigen. Lagen die Voraussetzungen hierfür nicht vor, zum Beispiel weil ein Ehegatte nicht erwerbstätig war, konnte ein Abzug als Sonderausgaben in Betracht kommen. Blieben danach weitere, noch nicht berücksichtigte Betreuungskosten übrig, war ggf. eine Steuerermäßigung als haushaltsnahe Dienstleistung möglich.
Der Arbeitgeber konnte einen steuerfreien Zuschuss zum Arbeitslohn zahlen für die Betreuung nicht schulpflichtiger Kinder (§ 3 Nr. 33 EStG).

## Regelung 2002 bis 2005
Kinderbetreuungskosten konnten nach § 33c EStG a.F. von zusammenlebenden Eltern bis zu 1.500 € je Kind, von nicht zusammenlebenden Eltern bis zu 750 € je Elternteil und Kind als außergewöhnliche Belastung steuerlich abgesetzt werden, sofern das Kind jünger als 14 oder behindert war und die Eltern erwerbstätig waren, in Ausbildung, behindert oder krank. Zuvor wurde von den tatsächlichen Kosten eine zumutbare Eigenbelastung von 1.548 € (zusammenlebende Eltern) bzw. 774 € (nicht zusammenlebende Eltern) je Kind abgezogen. Das Bundesverfassungsgericht erklärte im Jahr 2005 den Abzug eines zumutbaren Eigenanteils für verfassungswidrig, was zu einer Gesetzesänderung führte.